# Femenino

Símbolo de Venus, asociado a lo femenino en la cultura grecorromana

Femenino o femenil es un adjetivo que en español se utiliza con diferentes significados, según se utilice para definir una realidad biológica, sociológica o gramatical:
- En biología, se utiliza para denominar al sexo femenino, a la hembra humana que posee uno de los dos aparatos reproductores especializados que poseen los seres vivos con sistemas de reproducción sexual. El sexo femenino se define por la producción de un tipo de células reproductivas especializadas denominadas óvulos o gametos femeninos, que poseen la mitad de la información genética necesaria para generar un nuevo ser. La otra mitad debe ser producida por un aparato reproductor diferente, que lleva el nombre de sexo masculino, el macho humano que produce espermatozoides, o gametos masculinos. Los seres vivos sexuados se reproducen mediante la fusión de un óvulo producido por el sexo femenino y un espermatozoide producido por el sexo masculino, proceso denominado fertilización. El sexo femenino se representa con el símbolo ♀, que corresponde al símbolo de Venus.[2][3]

- En sociología, se utiliza para denominar al género femenino, asignado a las características consideradas propias de las mujeres que definen los roles, prácticas y estereotipos relacionados con la condición de mujer y pueden variar según las distintas culturas. El género femenino no está en la naturaleza biológica de las mujeres, es resultado del aprendizaje social heredado y suele asociarse a características culturales como ciertas vestimentas, modos de lucir el cabello, el maquillaje, la depilación, la forma de caminar y comportarse, los modos de hablar, y los roles sociales especialmente asignados como la comprensión, la afectividad, la emotividad, la delicadeza, la dulzura, la tolerancia, la pasividad, la sumisión, el recato, entre otras.[4][5]

- En gramática se denomina género femenino a uno de los varios géneros gramaticales (masculino, femenino, neutro, ambiguo, común y epiceno) existentes en algunos idiomas. Los sustantivos tienen flexión de número y de género, por ejemplo: la ciudad o las ciudades, la masculinidad o las masculinidades. Los participios pasados tienen flexión de número y de género cuando se refieren a personas y animales, por ejemplo, la mariposa mojada o las mariposas mojadas, las vendedoras cansadas o la vendedora cansada. Los adjetivos tienen flexión de número y de género, por ejemplo, las bellas ciudades o la ciudad bella. En el caso de nombres de seres vivos, no existe correlación necesaria entre el género gramatical y el sexo, por ejemplo, el sustantivo mariposa es de género gramatical femenino, aun cuando las mariposas puedan ser hembras o machos.[6] Los géneros no necesariamente se corresponden entre los distintos idiomas: por ejemplo, mientras que "primavera" en español tiene género femenino, printemps, su equivalente en francés, tiene género masculino.[7]